# Harun Kavaklıdere
Harun Kavaklıdere (* 16. März 1998 in Turgutlu) ist ein türkischer Fußballspieler.

## Karriere
Kavaklıdere kam in Turgutlu auf die Welt und begann hier 2008 in der Nachwuchsabteilung von Turgutluspor mit dem Vereinsfußball. Zur Saison 2016/17 wurde er vom Viertligisten Bodrum Belediyesi Bodrumspor verpflichtet und startete hier seine Profikarriere. Die Rückrunde der Spielzeit 2017/18 verbrachte er beim Ligarivalen 12 Bingölspor.
In der Sommertransferperiode 2019/20 wechselte er zum Erstligisten Antalyaspor.